# Rik Aspers
Rik Aspers (Weert, 4 mei 1938 – Sittard, 4 december 1964) was een profvoetballer van Roda Sport, Sittardia en Limburgia.

## Loopbaan
Aspers verhuisde op jonge leeftijd met zijn familie van Weert naar Geleen waar hij lid werd van de plaatselijke amateurclub Maurits. Na het opgaan van Maurits in Fortuna '54 stapte hij in 1958 over naar stadgenoot Lindenheuvel die hij na anderhalf jaar weer verruilde voor Caesar waar hij de tweede helft van het seizoen 1959/60 afmaakte. In 1960 maakte Aspers de overstap naar Roda Sport waar hij in seizoen 1961 met 31 doelpunten uitgroeide tot gedeeld topscorer van de Tweede divisie. In de wedstrijden tegen UVS en Tubantia scoorde hij vijf goals. Na afloop van zijn eerste succesvolle profseizoen maakte de midvoor, die ook inzetbaar was als rechtsbuiten, een stapje omhoog naar Sittardia. In zijn eerste seizoen bij de Sittardse eerstedivisionist werd hij met 16 doelpunten nog clubtopscorer, maar de daaropvolgende twee seizoenen was hij minder trefzeker. In 1963 vertrok Aspers, die ook voor het Nederlands Militaire Elftal is uitgekomen, naar provinciegenoot Limburgia. Op 4 december 1964 kwam hij op slechts 26-jarige leeftijd op tragische wijze om het leven. Aspers verongelukte na een val van de trap in zijn woning te Sittard.

## Profstatistieken
| Seizoen | Club       | Land      | Competitie       | Duels | Goals |
| ------- | ---------- | --------- | ---------------- | ----- | ----- |
| 1960/61 | Roda Sport | Nederland | Tweede divisie   | 32    | 31    |
| 1961/62 | Sittardia  | Nederland | Eerste divisie A | 31    | 16    |
| 1962/63 | Sittardia  | Nederland | Eerste divisie   | 17    | 3     |
| 1963/64 | Sittardia  | Nederland | Eerste divisie   | 3     | 0     |
| 1964/65 | Limburgia  | Nederland | Tweede divisie B | 12    | 1     |
| Totaal  | Totaal     | Totaal    | Totaal           | 95    | 51    |